# Aborto en Argelia
El aborto en Argelia solamente es legal si es para salvar la vida de la madre, o cuyo embarazo pone en riesgo la salud física o mental de la madre. Todo aquel aborto que se realice bajo diferentes condiciones, la mujer será sancionada con una condena de entre 6 y 24 años de cárcel. Todo aquel que realice aborto puede enfrentar entre 1 y 5 años de cárcel, pagar una multa, y perder su licencia médica.

## Impacto en las estrictas leyes de aborto
La principal causa muerte materna en Argelia es de perforaciones uterinas, la mitad de las cuales son realizadas por abortos ilegales y clandestinos.

## Historia
En 1998, el gobierno argelino levantó toda su restricción para hacer una excepción con las mujeres violadas por rebeldes islámicos. En los cuatro años previos a esa decisión, al menos 1 600 mujeres jóvenes habían sido secuestradas por bandas errantes del Grupo Islámico Armado. Previo a este edicto, se les permitía el aborto a las mujeres solo si era inviable o si corría un peligro fatal.